# Steve White (drummer)
Steven Douglas White (31 mei 1965, Southwark, Londen) is een Brits drummer; hij is bekend van zijn samenwerking met Paul Weller.

## Biografie
White begon op achtjarige leeftijd met drummen; als schoolverlater speelde hij al in bands en verzamelde hij jazzplaten. In 1983 werd White op 17-jarige leeftijd aangenomen bij The Style Council, de band die Weller had opgericht na de opheffing van The Jam. In 1985 was hij de jongste drummer die op Live Aid speelde.
Na 1986 ging het artistiek en commercieel bergafwaarts met de Council; White vervulde een ondergeschikte rol op de albums The Cost of Loving en Confessions of a Pop Group omdat Weller hier veelvuldig gebruik maakte van synthesizers. Hij speelde alleen mee tijdens de najaarsoptredens van 1987 en de promotie van de single Wanted, en richtte zich verder op zijn eigen band The Jazz Renegades en samenwerkingen met andere, al dan niet Weller-gerelateerde, acts. 
De Style Council werd in 1989 ontbonden, maar kwam in 1990 nog een keer bij elkaar voor een televisie-optreden in Japan. White kreeg de demo's te horen van solonummers waaraan Weller de laatste tijd had gewerkt, en trad opnieuw in dienst van de toekomstige Modfather.
Daarnaast speelde White ook met andere artiesten; zo vormde hij met ex-Council-toetsenist Mick Talbot en Ocean Colour Scene-bassist Damon Minchella de supergroep The Players. In 2001 viel White bij Oasis een paar keer in voor zijn jongere broer Alan, en in 2005 was hij op Live 8 te zien bij The Who als vervanger van Zak Starkey (de derde Oasis-drummer). 
In 2007 kwam er na bijna 25 jaar een einde aan de samenwerking met Weller; White speelde nog een nummer op het album 22 Dreams en vormde toen Trio Valore met Damon Minchella en Seamus Beaghan (ooit vervangend toetsenist bij Madness). 
In 2018 verscheen het debuut van Family Silver waarin White opnieuw samenwerkt met Minchella en Matt Deighton, voormalig zanger-gitarist van Mother Earth. Datzelfde jaar presenteerde hij op de zender Sky Arts het bekroonde programma The Art of Drumming.
In augustus 2019 kwam The Style Council bijeen voor een eenmalig akoestisch optreden als onderdeel van een documentaire die over de groep werd gemaakt. Het betrof de albumtrack It's A Very Deep Sea van Confessions of a Pop Group.

## Overige activiteiten
White is voorzitter van Premier-drums, en manager van Abi Phillips en Sam Grey. Ook heeft hij een stichting die zich sterk maakt voor zaadbalkankerpatiënten.

## Privé
White heeft twee kinderen uit zijn eerste huwelijk met Hayley Marsh. Sinds 2013 is hij getrouwd met Coronation Street-actrice Sally Lindsay; ze hebben twee zoons. 
- Gemeinsame Normdatei: 134790464
- International Standard Name Identifier: 0000 0000 5553 0309
- Library of Congress Control Number: no2003064849
- MusicBrainz: 856e846d-aae5-4203-a4e5-0d18f606bc47
- Virtual International Authority File: 53840209
- WorldCat: E39PBJxWP9yTYg7x9fHVP8mPQq